# Lunaticul
Lunaticul (titlul original: în lituaniană Naktibalda, în rusă Полуночник, transliterat: Polunocinik) este un film dramatic sovietic, din RSS Lituaniană, realizat în 1973 de regizorul Arūnas Žebriūnas, protagoniști fiind actorii Darius Bratkauskas, Daiva Daujotytė, Artūras Vegys și Zigmas Vyšniauskas.

## Rezumat
Aeromodelul roșu a lui Domas, scăpat de sub control, zboară peste clădirile orașului și deasupra parcului, aterizând „forțat” tocmai în râul plin de pescari, de unde este salvat de general. Domas este un băieței plin de energie și idei năpraznice, doar că la școală în timpul orelor doarme. Mai mult chiar, el nu se simte niciodată vinovat. Ziua este ca oricare alt copil, însă noaptea în vise este curajos, gata să împuște într-un duel pe cineva sau să distrugă un tanc inamic cu o grenadă.
Diriginta, de acord cu părinții săi, sună un doctor psihiatru pentru a-l consulta. Acesta, consideră că Domas este sănătos...

## Distribuție
- Darius Bratkauskas – Domas
- Gediminas Girdvainis – Julius, tatăl său
- Doloresa Kazragytė – Domo, mama lui Domas
- Daiva Daujotytė – Zita, colega lui Domas
- Artūras Vegys – Petras, prietenul lui Domas
- Zigmas Vyšniauskas – Trenkus, colegul lui Domas
- Artūras Pravilonis – Šiša, un coleg
- Eglė Gabrėnaitė – diriginta
- Vytautas Paukštė – profesorul de desen
- Kazys Tumkevičius – generalul
- Irina Murzajeva – bunica Zitei
- Bronė Braškytė – profesoara de geografie
- Alfonsas Dobkevičius – un pescar
- Vladas Jurkūnas – directorul școlii
- Irena Leonavičiūtė – mama micuțului Alius
- Jonas Pakulis – medicul psihiatru

## Lansare
A fost lansat în anul 1974 și a avut parte de succes comercial, fiind vizionat de 3,0 milioane de spectatori în cinematografele din Uniunea Sovietică.